# Lord of War
Pour les articles homonymes, voir Seigneurs de guerre (homonymie).
Pour plus de détails, voir Fiche technique et Distribution.
Lord of War, ou Seigneur de guerre au Québec, est un film franco-germano-américain écrit et réalisé par Andrew Niccol, sorti en 2005.

## Synopsis
Yuri Orlov (Nicolas Cage) et son frère Vitali (Jared Leto) sont nés dans l'Ukraine soviétique durant la guerre froide. Leurs parents émigrent à cette époque aux États-Unis en se faisant passer pour des juifs persécutés. Rapidement, Yuri se fait une place dans le trafic d'armes en commençant à vendre à des petits acheteurs dans le quartier dans lequel il a grandi, Little Odessa à Brooklyn. Il ne se préoccupe pas de l'idéologie de ses clients, ce n'est pas son affaire (« Ce n'est pas notre guerre »). Tant que des personnes veulent et peuvent acheter des armes, Yuri répond présent.
Vitali hésite avant de suivre Yuri dans ses affaires, voulant devenir cuisinier (« Il vaut mieux ne rien faire plutôt que faire ça »). Mais l'appel des « frères d'armes » est le plus fort. Lors d'une transaction, Yuri et Vitali se retrouvent contraints à accepter de la drogue à la place de l'argent convenu. Vitali deviendra vite accro, jusqu'à s'enfuir avec un sachet entier de cocaïne, vite rattrapé par son frère. Il passera plusieurs mois en centre de désintoxication.
Yuri mène sa vie de trafiquant d'armes d'un côté, et celle de père de famille de l'autre, marié au mannequin Ava Fountain. Doté d'un cynisme à toute épreuve, qui lui permet de faire face à sa conscience, Yuri Orlov sillonne le monde pour vendre ses armes, malgré les problèmes que posent les agents d'Interpol, et notamment l'agent Jack Valentine, un policier idéaliste. Malgré tout, grâce à ses arrangements avec un officier de l'armée américaine, Oliver Southern, Yuri parvient à échapper aux forces de l'ordre. Son frère lui demande un jour si sa femme est au courant et il lui répond : « On ne parle pas de ces choses-là. Combien de vendeurs d'autos parlent de leur travail ? Combien de vendeurs de tabac ? Pourtant leurs deux produits tuent plus de monde chaque année que les miens. Et sur les miens, il y a un cran de sûreté. Si ces gens peuvent oublier leur travail quand ils rentrent chez eux, je le peux aussi. »
Par amour pour sa femme qui découvre un jour le pot aux roses, il décide de quitter le domaine de la vente d'armes. Mais André Baptiste, le président du Liberia (inspiré par Charles Taylor) qui est son principal client, vient à sa rencontre lors d'une visite aux États-Unis, et le conviant d'y revenir en lui offrant un diamant. Malheureusement, le jour de la transaction, Vitali, témoin du meurtre sauvage d'un enfant, décide de détruire un camion transportant les armes et il se fait tuer par les miliciens. Malgré la mort de Vitali, les massacres arrivent tout de même, et Yuri reprend la phrase d'Edmund Burke : « On dit : le mal triomphe partout là où les hommes de bonne volonté ont échoué. Il suffirait de dire : le mal triomphe partout. »
Yuri paye un médecin pour produire un faux certificat de décès, prétendant que son frère est mort d'une crise cardiaque. Malgré cela, alors qu'il arrive à l'aéroport, une balle est détectée dans le cadavre de son frère et il est arrêté. Alors que Yuri essaie de joindre son père dans une cabine téléphonique, ce dernier ne répond pas et passe le téléphone qui lui répond : « Mes deux fils sont morts ! ». Valentine est content d'avoir enfin pu arrêter celui qu'il considère comme un monstre, mais Yuri détruit ses illusions en lui disant qu'il sortira, car il est un mal nécessaire, puisqu'il approvisionne en armes les ennemis des ennemis des États-Unis. Oliver Southern arrive alors, félicite Jack et laisse Yuri partir avec de l'argent.
Néanmoins, Yuri n'est pas dupe. Il sait très bien qu'un jour il servira de bouc émissaire. Il déclare alors que ceux qui hériteront de la terre seront les marchands d'armes, car tous les autres seront trop occupés à s'entre-tuer et que le secret de la survie est de « Ne jamais faire la guerre. Surtout pas contre soi-même ».

## Fiche technique
- Titre original et français : Lord of War
- Titre québécois : Seigneur de guerre
- Réalisation : Andrew Niccol
- Scénario : Andrew Niccol
- Musique : Antonio Pinto
- Photographie : Amir M. Mokri
- Montage : Zach Staenberg
- Décors : Jean-Vincent Puzos
- Costumes : Elisabetta Beraldo (it)
- Production : Nicolas Cage, Norman Golightly, Andreas Grosch, Christopher Eberts, Andrew Niccol, Chris Roberts, Teri-Lin Robertson et Philippe Rousselet
- Société de production : Saturn Films
- Société de distribution : Lions Gate Films
- Budget : 50 millions $
- Pays d'origine :  États-Unis,  Allemagne et  France
- Format : couleur — 35 mm — 2,35:1 — son DTS / Dolby Digital / SDDS
- Genres : drame, thriller
- Durée : 122 minutes
- Dates de sortie :
  - États-Unis : 16 septembre 2005
  - Belgique : 28 décembre 2005
  - France : 4 janvier 2006
- Classification :
  - France : interdit aux moins de 12 ans, art et essai (visa d'exploitation no 114182 délivré le 2 décembre 2005)[2]

## Distribution
- Nicolas Cage (VF : Dominique Collignon-Maurin ; VQ : Benoît Rousseau) : Yuri Orlov
- Ethan Hawke (VF : Damien Boisseau ; VQ : Jean-François Beaupré) : Jack Valentine
- Jared Leto (VF : Cédric Dumond ; VQ : Martin Watier) : Vitaly Orlov
- Bridget Moynahan (VF : Danièle Douet ; VQ : Valérie Gagné) : Ava Fontaine
- Eamonn Walker (VF : Thierry Desroses ; VQ : Didier Lucien) : André Baptiste Sr.
- Ian Holm (VF : Roger Carel ; VQ : Michel Mongeau) : Simeon Weisz
- Donald Sutherland (VF : José Luccioni) : Colonel Oliver Southern
- Sammi Rotibi (VF : Lucien Jean-Baptiste ; VQ : Frédéric Pierre) : André Baptiste Jr.
- Shake Tukhmanyan (VF : Denise Metmer ; VQ : Nathalie Coupal) : Irina Orlov
- Jean-Pierre Nshanian (VF : Régis Ivanov ; VQ : Igor Ovadis) : Anatoli Orlov
- Evguéni Lazarev (VQ : Vincent Davy) : Dmitri
- Liya Kebede : Faith, une prostituée libérienne
- Jasmine Burgess : Gloria, une prostituée libérienne

Version française réalisée par Dubbing Brothers, sous la direction artistique de José Luccioni, avec une adaptation de dialogues de Thomas Murat.
Sources et légende : Version française (VF) sur Voxofilm. Version québécoise (VQ) sur Doublage Québec

## Musique
Sauf indication contraire, les informations mentionnées dans cette section peuvent être confirmées par le générique de fin de l'œuvre audiovisuelle présentée ici, ainsi que par la base de données cinématographiques IMDb,  présente dans la section « Liens externes ».
- Glory Box - Portishead
- For What It's Worth, interprété par Buffalo Springfield
- By Sea, composé par Antonio Pinto
- Money (That's What I Want), interprété par Flying Lizards
- La Vie en rose, interprété par Grace Jones
- Young Americans, interprété par David Bowie
- Coyita, interprété par Gustavo Santaolalla
- Cocaine, interprété par Eric Clapton
- It's the Most Wonderful Time of the Year, interprété par Andy Williams
- Le chant des bateliers de la Volga, interprété par The National Tatarstan Orchestra and Choir
- U Ready to Die, interprété par Quake
- Fade Into You, interprété par Mazzy Star
- Bombay Theme Tune, interprété par Allah Rakha Rahman
- Hallelujah, interprété par Jeff Buckley
- D-Tune, interprété par Zino and Tommy
- A Kiss to Build a Dream On, interprété par Louis Armstrong
- O, Little Town of Bethlehem, interprété par Sidney James
- Kill That, interprété par SX-10
- Diarabi, interprété par Issa Bagayogo
- Mama Africa, interprété par Young Bakubas
- Bobo-Dioulasso, interprété par Cheikh Lô
- Le Lac des cygnes, composé par Piotr Ilitch Tchaïkovski
- La Chevauchée des Walkyries, composée par Richard Wagner
- Conscience, composé par Antonio Pinto
- The Promise, composé par Antonio Pinto

## Accueil

### Réceptions critiques
Pour le site Allociné, les notes presse donnent un résultat de 3,7⁄5, basé sur 27 critiques, tandis que le public décerne une note globale de 4,2⁄5, fondée sur 46 640 votes. Le site Rotten Tomatoes, quant à lui, attribue la note de 6,2⁄10, attribuée sur la base de 145 critiques.

### Presse
L'année de sa sortie aux Etats-Unis, Les Inrockuptibles n'apprécie pas le film, étant selon eux beaucoup trop sérieux dans la message de lutte contre le trafic d'armes et le fait que Nicolas Cage se retrouve à jouer dans un rôle totalement improbable.
L'année de sa sortie en France, Le Parisien parle d'un film qui séduit autant qu'il inquiète. Le Figaro apprécie le film et rappellera en 2022 que le personnage central du film est éloigné de son véritable modèle. Le Monde souligne pour sa part le côté satirique du film porté par un personnage central aussi attachant que répugnant. L'Humanité décrit le film comme une œuvre d'un réalisme terrifiant, qui passionne tout au long.
En 2007, Libération décrit le film comme ayant un scénario sans nuance, qui mêle des clichés à une révolte sincère, passant à côté de la réalité du trafic d'armes.
En 2009, Télérama apprécie le film pour son côté dénonciateur à travers l'ironie contre le politiquement correct.
En 2020, Le Nouvel Obs qualifie le film de comédie noire sur la vie humaine parfaitement documenté.

### Box-office
Le film sort dans 2 814 salles le 16 septembre 2005 aux États-Unis et rapporte 9 390 144 $ pour son premier week-end d'exploitation. Il rapporte un total de 24 149 632 $ au box-office américain et 72 617 068 $ au box-office mondial, résultat assez modeste par rapport à son budget. Lord of War sort en France, où il est distribué dans 337 salles, en totalisant 467 953 entrées en première semaine d'exploitation et 1 322 203 entrées en fin d'exploitation, soit plus de 8 318 000 $ de recettes, ce qui est le meilleur résultat du long-métrage à l'international.
| Pays ou région | Box-office        | Date d'arrêt du box-office | Nombre de semaines |
| -------------- | ----------------- | -------------------------- | ------------------ |
| États-Unis     | 24 149 632 $      | 3 novembre 2005            | 7                  |
| France         | 1 322 203 entrées | -                          | 21                 |
| Total mondial  | 72 617 068 $      | -                          | -                  |

## Autour du film
- Andrew Niccol s'est inspiré de cinq véritables trafiquants d'armes pour créer le personnage de Yuri, dont le plus ressemblant est Viktor Bout[16]. Il a même poussé la recherche jusqu'à prendre contact avec certains de ces « professionnels ». Le personnage d'André Baptiste, le président du Liberia, serait quant à lui inspiré du véritable ancien président, Charles Ghankay Taylor.
- La plupart des événements du film ont des précédents, même la libération assez mystérieuse d'un trafiquant d'armes arrêté aux États-Unis[17].
- Andrew Niccol a utilisé plusieurs « accessoires » qui étaient tout à fait réels et revenant même moins cher que des factices. Pour un plan du film devant se situer en Ukraine, au lieu d'utiliser les images de synthèse pour recréer une cinquantaine de chars d'assaut, il trouva un homme en République tchèque possédant 100 chars T-72 de fabrication russe et acceptant de lui en louer quelques-uns. Il explique cela ainsi : « En fait, je suis allé en République tchèque et j'ai trouvé un type qui possède, à titre privé, 100 tanks T-72 russes. Cela ne lui a posé aucun problème de me les louer (...) Quand un type vous dit : je peux te livrer 50 tanks, je te les apporte mardi à 9 h du matin, vous êtes sûr de les y trouver tous parfaitement alignés »[18]. Les chars furent vendus peu après le tournage. Il achète également 3 000 vrais VZ-58, des armes tchèques de conception proche de l'AK-47, moins chers que des faux, qu'il a ensuite revendus à perte, afin que cela ne soit pas considéré comme du trafic illégal.
- L'avion cargo Antonov An-12 utilisé dans le film fut loué au Russe Evgeny Zakharov et est soupçonné d'avoir servi à de vrais trafics d'armes illégaux. Il s'écrasa peu de temps après le tournage, le 8 janvier 2005, tuant ses six membres d'équipage, collègues des pilotes visibles dans le film.
- Niccol dut signaler à l'OTAN qu'il tournait un film afin que ceux-ci ne prennent pas d'éventuels clichés satellites pour une armée en formation[19],[20].
- Après la mort de son frère, Yuri cite Oscar Wilde : "Il y a deux tragédies dans la vie, la première est de ne pas avoir ce que l'on désire, la seconde, c'est de l'avoir."
- Le tournage s'est déroulé aux États-Unis (New York et Wendover), en Afrique du Sud et en République tchèque.
- Dans la version originale du film, le Liberia est présenté comme étant un pays francophone, alors qu'il s'agit en réalité d'un pays anglophone.
- Le rôle d'Ava Fontaine, la compagne de Yuri Orlov, devait être initialement incarné par Monica Bellucci mais celle-ci dut renoncer pour conflits d'emploi du temps.
- Ironiquement, Yuri Orlov est également le nom d'un chercheur en physique nucléaire, ancien dissident soviétique et militant des droits de l'homme (voir Yuri Orlov).
- Interpol est basé en France à Lyon et non pas aux États-Unis et ne dispose d'aucun agent.
- Dans le générique de fin, il est rappelé que les plus grands marchands d'armes sont les États-Unis, le Royaume-Uni, la Russie, la France et la Chine, tous membres permanents du Conseil de sécurité de l'ONU.
- Le 8 mai 2023, une suite intitulée Lords of War est annoncée avec Nicolas Cage et Bill Skarsgård. Le film explorera la suite de l'histoire de Yuri Orlov (Nicolas Cage), mais aussi son fils illégitime, Anton (Bill Skarsgård)[21].